# Joachim Waroi
Joachim Waroi (20 de septiembre de 1988 en Tarapaina) es un futbolista salomonense que juega como mediocampista en el Western United.

## Carrera
Debutó en 2006 en el Marist FC y rápidamente varios clubes de Oceanía se interesaron en él. En 2007 lo fichó el Hekari United papú, en donde jugó hasta 2011, con excepción de 6 meses estuvo en el Sunshine Coast Fire de Australia. En 2011 arribó al Amicale FC, aunque en 2013 regresó al Hekari United. En 2015 pasó al Lae City Dwellers y en 2016 arribó al Western United.

### Clubes
| Club                        | País               | Año             |
| --------------------------- | ------------------ | --------------- |
| Marist FC                   | Islas Salomón      | 2006 - 2007     |
| Hekari United Football Club | Papúa Nueva Guinea | 2007 - 2011     |
| Sunshine Coast Fire         | Australia          | 2011            |
| Amicale FC                  | Vanuatu            | 2011 - 2012     |
| Hekari United Football Club | Papúa Nueva Guinea | 2013 - 2015     |
| Lae City Dwellers           | Papúa Nueva Guinea | 2015 - 2016     |
| Western United FC           | Islas Salomón      | 2016 - Presente |

### Selección nacional
Consiguió la medalla de plata en los Juegos del Pacífico 2011 representando a las Islas Salomón.